# جيمس إل توك
جيمس إل توك (بالإنجليزية: James L. Tuck)‏ (و. 1910 – 1980 م) هو فيزيائي، وعالم نووي من المملكة المتحدة . ولد في مانشستر .
شارك في مشروع مانهاتن .

## جوائز
حصل على جوائز منها:
- نيشان الامبراطورية البريطانية من رتبة ضابط.